# Haematopota assamensis
Haematopota assamensis är en tvåvingeart som beskrevs av Ricardo 1911. Haematopota assamensis ingår i släktet Haematopota och familjen bromsar. Inga underarter finns listade i Catalogue of Life.